# Aarne Linna
Aarne Hjalmar Linna (ur. 20 sierpnia 1897 w Helsinkach, zm. 14 lutego 1987 tamże) – fiński piłkarz występujący na pozycji napastnika, reprezentant Finlandii w latach 1919–1926.

## Kariera klubowa
Grę w piłkę nożną rozpoczął w klubie Helsingin Jalkapalloklubi, z którym w sezonie 1917 zdobył tytuł mistrza Finlandii. W 1917 roku wraz z innymi uczniami i absolwentami Liceum Ressu założył klub Helsingin Palloseura i rozpoczął w nim występy. W latach 1921 i 1922 wywalczył z tym zespołem mistrzostwo kraju. W 1921 roku pełnił funkcję przewodniczącego stowarzyszenia Helsingin Palloseura.

## Kariera reprezentacyjna
28 września 1919 zadebiutował w reprezentacji Finlandii w zremisowanym 3:3 meczu towarzyskim przeciwko Szwecji w Helsinkach. W czerwcu 1923 roku w spotkaniu z tym samym przeciwnikiem (5:4) zdobył 2 pierwsze bramki w drużynie narodowej. W sierpniu 1923 roku strzelił gola w wygranym 2:1 meczu z Niemcami w Dreźnie, co uznaje się za największy sukces fińskiej piłki nożnej okresu międzywojennego. Ogółem w latach 1919–1926 rozegrał on w reprezentacji 18 spotkań w których zdobył 6 bramek.

### Bramki w reprezentacji
| LP | Data             | Miejsce                      | Przeciwnik       | Bramka | Rezultat | Ranga meczu     |
| -- | ---------------- | ---------------------------- | ---------------- | ------ | -------- | --------------- |
| 1. | 20 czerwca 1923  | Strömvallen, Gävle           | Szwecja          | 2:1    | 4:5      | Mecz towarzyski |
| 2. | 20 czerwca 1923  | Strömvallen, Gävle           | Szwecja          | 3:4    | 4:5      | Mecz towarzyski |
| 3. | 12 sierpnia 1923 | Dresdner Kampfbahn, Drezno   | Rzesza Niemiecka | 2:0    | 2:1      | Mecz towarzyski |
| 4. | 19 sierpnia 1923 | Üllői úti Stadion, Budapeszt | Węgry            | 1:0    | 1:3      | Mecz towarzyski |
| 5. | 23 września 1923 | Töölön pallokenttä, Helsinki | Polska           | 2:0    | 5:3      | Mecz towarzyski |
| 6. | 30 sierpnia 1925 | Töölön pallokenttä, Helsinki | Polska           | 1:0    | 2:2      | Mecz towarzyski |

## Życie prywatne
Posiadał wykształcenie wyższe na kierunku inżynieria. Zmarł 14 lutego 1987 w wieku 89 lat w Helsinkach, gdzie został pochowany. Spoczywa w grobie rodzinnym na Cmentarzu Hietaniemi.

## Sukcesy
Helsingin Jalkapalloklubi
- mistrzostwo Finlandii: 1917

Helsingin Palloseura
- mistrzostwo Finlandii: 1921, 1922